# Tomas Fotiadis
Tomas Fotiadis (1944) è un ex calciatore greco, di ruolo difensore centrale.

## Carriera
Militò nel Chicago Mustangs nella stagione 1968, raggiungendo il secondo posto della Lakes Division.
Dal 1970 al 1972 è tra le file del Pierikos, sodalizio con cui milita due stagioni in massima serie greca, retrocedendo in cadetteria al termine dell'annata 1971-1972.